# Urb
Urb (tytuł zapisywany również jako URB lub URB Magazine) – amerykański magazyn poświęcony muzyce elektronicznej, hip-hopowej i kulturze z nią związanej oraz miejskiemu stylowi życia. Założony w 1990, wydawany do 2009 roku.

## Historia i profil
URB założył w 1990 roku Raymond Leon Roker, urodzony w Nassau na Bahamach, ale wychowany w Stanach Zjednoczonych 23-letni, ciemnoskóry artysta graffiti, który przeprowadził się wraz z matką w 1980 roku z Nowego Orleanu do Los Angeles. W założeniu magazynu pomogły mu jego umiejętności w zakresie sztuki ulicznej, wiedza na temat projektowania graficznego (studiował dwa lata w Los Angeles Trade Technical College) oraz zamiłowanie do muzyki rap. Na publikacje Urb składały się relacje z imprez undergroundowych, prezentacja sylwetek czołowych artystów muzyki undergroundowej, recenzje klubów i muzyki. Gatunkami muzycznymi, na których skupiał się magazyn, były: hip-hop, raggamuffin i house, popularne wśród mieszanej etnicznie undergroundowej publiczności. Poświęcał również uwagę modzie ulicznej, związanej z kulturą rap: czapkom baseballowym, flanelowym koszulom i workowatym gangsterskim spodniom. Był dostępny w kawiarniach, klubach i sklepach odzieżowych w San Diego, Orange County, Los Angeles i San Francisco.
Po dwóch latach od momentu założenia dorobił się pięciu redaktorów, fotografa, kilku autorów zdjęć oraz lokalnych korespondentów w San Diego, Los Angeles i San Francisco.
W 2000 roku, z okazji dziesięciolecia swej działalności URB zapowiedział uruchomienie usługi URB Music. Powodem do podjęcia takiej decyzji stała się -według słów założyciela – „eksplodująca kultura didżejska”. URB Music miał stać się „ramieniem muzycznym” magazynu i skupić się na kompilacjach i tematycznych nagraniach niezależnej muzyki hip-hopowej i tanecznej. Produkowane płyty miały być sprzedawane w sklepach oraz za pośrednictwem własnej strony internetowej, URB.com.
Latem 2009 roku redakcja URB Magazine poinformowała o zawieszeniu na kilka miesięcy w produkcji magazynu drukowanego, aby zreorganizować swoją działalność i wystartować na nowo w 2010 roku. Powodem do ogłoszenia przerwy były – według słów założyciela magazynu – zmiany w konsumpcji i nawykach medialnych na całym świecie, zwłaszcza na rynku czasopism, które dotknęły zarówno dużych wydawców, takich jak Condé Nast., jak i na wydawców niszowych, takich jak URB. Zapowiedział ponadto przebudowę całej struktury, interfejsu użytkownika i zarządzania treścią witryny Urb.com.